# Range Rover Evoque
Range Rover Evoque är en SUV tillverkad av den brittiska biltillverkaren Land Rover sedan 2011.

## Generation 1 (L538)
Varianter:
| Modell | Årsmodell | Motor               | Cylindervolym | Effekt     | Bränslesystem            |
| ------ | --------- | ------------------- | ------------- | ---------- | ------------------------ |
| Si4    | 2011-18   | 4-cyl radmotor DOHC | 1999 cm³      | 240 hk     | Direktinsprutning, turbo |
| TD4    | 2011-15   | 4-cyl radmotor DOHC | 2179 cm³      | 150 hk     | Common rail turbodiesel  |
| SD4    | 2011-15   | 4-cyl radmotor DOHC | 2179 cm³      | 190 hk     | Common rail turbodiesel  |
| TD4    | 2015-18   | 4-cyl radmotor DOHC | 1999 cm³      | 150 hk     | Common rail turbodiesel  |
| SD4    | 2015-18   | 4-cyl radmotor DOHC | 1999 cm³      | 180-240 hk | Common rail turbodiesel  |

## Generation 2 (L551)
I november 2018 presenterades den andra generationen Evoqe. Den finns nu bara med femdörrarskaross. Land Rover har även introducerat en laddhybridbil.
Varianter:
| Modell | Årsmodell | Motor               | Cylindervolym | Effekt | Bränslesystem                      |
| ------ | --------- | ------------------- | ------------- | ------ | ---------------------------------- |
| D150   | 2019-20   | 4-cyl radmotor DOHC | 1999 cm³      | 150 hk | Common rail turbodiesel            |
| D180   | 2019-20   | 4-cyl radmotor DOHC | 1999 cm³      | 180 hk | Common rail turbodiesel            |
| D240   | 2019-20   | 4-cyl radmotor DOHC | 1999 cm³      | 240 hk | Common rail turbodiesel            |
| P200   | 2019-     | 4-cyl radmotor DOHC | 1997 cm³      | 200 hk | Direktinsprutning, turbo           |
| P250   | 2019-     | 4-cyl radmotor DOHC | 1997 cm³      | 250 hk | Direktinsprutning, turbo           |
| P300   | 2019-     | 4-cyl radmotor DOHC | 1997 cm³      | 300 hk | Direktinsprutning, turbo           |
| P300e  | 2020-     | 3-cyl radmotor DOHC | 1497 cm³      | 310 hk | Direktinsprutning, turbo + elmotor |
| P160   | 2021-     | 3-cyl radmotor DOHC | 1497 cm³      | 160 hk | Direktinsprutning, turbo           |
| D165   | 2021-     | 4-cyl radmotor DOHC | 1997 cm³      | 163 hk | Common rail turbodiesel            |
| D200   | 2021-     | 4-cyl radmotor DOHC | 1997 cm³      | 204 hk | Common rail turbodiesel            |